# Dictyophara speicarina
Dictyophara speicarina är en insektsart som beskrevs av Walker 1857. Dictyophara speicarina ingår i släktet Dictyophara och familjen Dictyopharidae. Inga underarter finns listade i Catalogue of Life.